# Yang Gui-ja
Yang Gui-ja (Jeonju, 1955) es una escritora surcoreana.

## Biografía
La novelista surcoreana Yang Gui-ja nació el 1 de julio de 1955 en Jeonju, provincia de Jeolla del Norte, Corea del Sur. Se graduó en la Universidad Wonkwang en 1978 de Literatura coreana. Se mudó a Seúl después de casarse en 1980. Debutó en la literatura con los relatos "Empezar una nueva mañana" y "La puerta ya cerrada". En 1986 consiguió el éxito con la publicación de la recopilación de historias cortas entrelazadas Los vecinos de Wonmi-dong, por la que aún hoy es famosa. Esta colección fue una meticulosa descripción de la vida de la gente en la periferia de la cultura industrial. En 1998 ganó la quinta edición del premio literario Yoo Juhyeon y en 1992 ganó el prestigioso premio literario Yi Sang.
Cuando en los años noventa se generalizó la cultura consumista en Corea y la desilusión reemplazó la esperanza política suscitada en los años anteriores, la obra de Yang Gui-ja también fue a la par de esta evolución. En 1992 escribió "La flor escondida", que cuenta la historia, en cierto modo autobiográfica, de un autor que busca una nueva esperanza después de que sus antiguos ideales han desaparecido. En "El camino a las tumbas Cheonma", el protagonista lucha para recuperarse de un trauma del pasado y de la impotencia presente. "La flor escondida" y "El camino a las tumbas Cheonma" están en una recopilación junto con otras tres historias: "Flor de montaña", "El oportunista" y "La tristeza también da fuerza". Este último relato da nombre a la recopilación. 
Desde mediados de los ochenta es conocida no solo como escritora de ficción, sino como escritora de revistas femeninas, periódicos y otro medios de comunicación. En los años noventa abrió un popular restaurante en Seúl.

## Obra
Su obra temprana más conocida es Los vecinos de Wonmi-dong (Wonmi-dong saramdeul), que retrata el aislamiento y la alienación de las pequeñas ciudades como resultado de la modernización. Durante los años noventa su ficción se volvió más personal y publicó varias obras que tuvieron una gran popularidad, entre ellas Contradicciones (Mosun), que fue la novela coreana más vendida de 1998.

### Obras en coreano (lista parcial)
- El pájaro sordo (1985)
- Junto al río de Babilonia (1985)
- Los vecinos de Wonmi-dong (1987)
- Esperanza (1990)
- Espero lo que está prohibido para mí (1992)
- La tristeza también da fuerza (1993)
- Un amor de mil años (1995)
- Contradicciones (1998)

## Premios
- Quinta edición del premio literario Yoo Juhyeon (1988)
- Decimosexta edición del premio literario Yi Sang (1992)
- Premio Literatura contemporánea (Hyundae Munhak)  (1996)